# غربالگری برهمکنش‌های پروتئین-پروتئین
غربالگری برهم کنش‌های پروتئین-پروتئین (به انگلیسی Protein–protein interaction screening) به شناسایی برهمکنش پروتئین‌ها با استفاده از روش‌های غربالگری بالقوه مانند کامپیوتر یا ربات‌هایی با قابلیت خوانش پلیت و فلوسایتومتری اشاره می‌کند.
برهمکنش‌های میان پروتئین‌ها در همه فرایندهای یک سلول زنده نقش حیاتی ایفا می‌کنند. اطلاعات در مورد این برهمکنش‌ها فهم و درک ما در مورد بیماری‌ها را بهبود داده و می‌تواند پایه‌ای برای روش‌های درمانی جدید فراهم سازد.

## روش‌های غربالگری برهمکنش‌های پروتئین- پروتئین
علی رغم اینکه روش‌های زیادی برای تعیین برهمکنش‌های پروتئین- پروتئین وجود دارد، اغلب این روش‌ها همچون Co-immunoprecipitation، انتقال انرژی رزونانس فلورسانس و تداخل سنجی قطبش دوگانه (dual polarisation interferometry) رویکرد غربالگری ندارند.

### روش‌هایدرون تنی(In vivo)
روش‌های که برهمکنش‌های پروتئین- پروتئین را در سلول‌های زنده غربالگری می‌کنند
- Bimolecular Fluorescence Complementation (BiFC)

روشی جدید برای مشاهده برهمکنش‌های پروتئینی است. ترکیب کردن این روش با سایر فناوری‌های جدیدِ DERB می‌تواند غربالگری برهمکنش‌های پروتئین- پروتئین و تلفیق آن‌ها را ممکن سازد.
- غربالگری مخمر دو هیبریدی (The yeast two-hybrid screen)، برهمکنش‌های میان پروتئین‌های الحاقی سنتتیک (artificial fusion proteins) را داخل هسته‌های مخمر بررسی می‌کند. این روش می‌تواند بخش‌های اتصالی از یک پروتئین را شناسایی کند. با این حال، این روش یک نرخ شدیداً مثبت کاذب دارد که بررسی برهمکنش‌های شناسایی شده به وسیلهٔ روش Co-immunoprecipitation را لازم می‌سازد.[۲]

### روش‌هایبرون تنی(درون آزمایشگاهی)
- روش Tandem affinity purification یا به اختصار TAP، برهمکنش‌های پرروتئین‌ها را به صورت بالقوه شناسایی می‌کند. در تقابل با روش Y2H، دقت این روش می‌تواند با آزمایشات مقیاس کوچک (کالینز و همکاران، ۲۰۰۷) مقایسه شود. در این روش برهمکنش‌ها داخل محیط سلولی درست مانند روش Co-immunoprecipitation شناسایی می‌شود. با این حال روش مبتنی بر TAP نیازمند دو مرحله پی در پی از تخلیص پروتئین است و بنابراین نمی‌تواند به آسانی برهمکنش‌های گذرای پروتئین- پروتئین را تعیین کند. آزمایشات اخیر TAP برای ژنوم به وسیلهٔ کروگان و همکاران در سال ۲۰۰۶[۳]و گاوین و همکاران در سال ۲۰۰۶[۴] اجرا شد و اطلاعات به روزی در رابطه با برهمکنش‌های پروتئین‌ها برای ارگانیسم مخمر فراهم ساخت.
- اتصالات عرضی شیمیایی اغلب به منظور ثابت سازی برهمکنش‌ها پروتئین در مکان، قبل از تلاش برای جداسازی / شناسایی پروتئین‌های تعاملی استفاده می‌شود. اتصالات عرضی متداول برای این کاربردها شامل اتصالات عرضی شکافت ناپذیر (استر- NHs)، [بیس- سولفوکسینیمیدیل سوبریت] (BS3)؛ یک نوع قابل شکافت از BS3، [دی تیوبیس [سولفوکسینیمیدیل پروپیونات)] (DTSSP)؛ و اتصالت عرضی [ایمیدواستر] [دی متیل دی تیوبیس پروپیونیمیدیت] (DTBP) است که برای تثبیت سازی برهمکنش‌ها در سنجش‌های چیپ متداول است.[۵]